# Psychotria taviunensis
Psychotria taviunensis là một loài thực vật có hoa trong họ Thiến thảo. Loài này được Gillespie miêu tả khoa học đầu tiên năm 1930.